# Esa Timonen
Pour les articles homonymes, voir Timonen.
Esa Eljas Timonen (né le 28 mai 1925 à Nurmes et mort le 19 avril 2015 à Liperi) est un éducateur et homme politique finlandais,,. 

## Carrière politique
Esa Timonen est député de la circonscription de l'Est de Kuopio du 22 juillet 1958 au 19 février 1962 et de la circonscription de Carélie du Nord 20 février 1962 au 4 avril 1966.
Esa Timonen est vice-ministre des Transports et des Travaux publics du gouvernement Virolainen (12.09.1964–26.05.1966), ministre des Transports des gouvernements (Aura II) (29.10.1971–22.02.1972) et Liinamaa) (13.06.1975–29.11.1975) et vice-ministre des Affaires sociales du gouvernement Paasio I (27.05.1966–30.08.1967).
Il est aussi ministre de l'Emploi du gouvernement  (Aura I) (14.05.1970–14.07.1970) et ministre au Cabinent du Premier ministre du gouvernement Aura II (02.11.1971–22.02.1972).

## Reconnaissance
- Titre de Ministre, 1992